# 高山豹蛛
高山豹蛛（学名：Pardosa altitudis）为狼蛛科豹蛛属的动物。分布于印度以及中国的青藏高原等地。该物种的模式产地在印度。